# Antidoping Schweiz
| Gegründet                    | 1. Juli 2008                                   |
| Sitz                         | Bern BE Schweiz                                |
| Rechtsform                   | Stiftung nach Schweizer Recht                  |
| Stifter                      | Swiss Olympic                                  |
| Geldgeber                    | Bundesamt für Sport, Swiss Olympic und Private |
| Stiftungsratspräsident       | Ulrich Kurmann                                 |
| Direktor der Geschäftsstelle | Ernst König                                    |
| Webpräsenz                   | www.sportintegrity.ch                          |

Antidoping Schweiz ist das Kompetenzzentrum für Dopingbekämpfung in der Schweiz. Die gemeinnützige Stiftung wurde am 1. Juli 2008 gegründet. Alleiniger Stifter ist Swiss Olympic. Die Stiftung bezweckt auf Basis entsprechender nationaler und internationaler Vorschriften und Richtlinien, insbesondere
1. Kontrollen und Ermittlungen
2. Information und Prävention
3. Angewandte Forschung und Entwicklung
4. Nationale und internationale Zusammenarbeit
5. Weitere Massnahmen, welche sauberen und fairen Sport zum Ziel haben

Antidoping Schweiz kann weitere Massnahmen zur Förderung von sauberem und fairem Sport initiieren und fördern. Sie ist im Rahmen der Zwecksetzung im In- und Ausland, hauptsächlich aber in der Schweiz, tätig. Antidoping Schweiz wird je rund zur Hälfte von Swiss Olympic und der Schweizerischen Eidgenossenschaft (Bundesamt für Sport) finanziert.

## Kontrollen und Ermittlungen
Antidoping Schweiz ist gemäss ihrem Stiftungszweck verantwortlich für alle Dopingkontrollen der Mitgliedsverbände von Swiss Olympic. Diese Aufgabe beinhaltet die Planung und Durchführung der Kontrollen, die Administration der Proben und das Management der Analyseresultate. Zudem werden Anträge für Ausnahmebewilligungen zu therapeutischen Zwecken (ATZ) durch die ATZ-Kommission der Stiftung beurteilt.
Bei positiven Dopingfällen stellt die eigene Stabsstelle Recht den Tatbestand fest und bereitet die notwendigen Dokumente für eine Beurteilung durch die Disziplinarkammer für Dopingfälle von Swiss Olympic (DK) vor. Die DK fällt in allen Fällen ein erstinstanzliches Urteil, gegen welches durch die betroffenen Parteien vor dem Tribunal Arbitral du Sport (TAS) in Lausanne rekurriert werden kann.
Im Jahr 2011 wurden erstmals mehr als 3000 Dopingkontrollen durch die Stiftung durchgeführt. Die Stiftung führt auch durch Dritte bezahlte Kontrollen durch (2011: 502). Auftraggeber sind nationale oder internationale Veranstalter, internationale Sportverbände, die WADA oder andere nationale Anti-Doping-Organisationen. Die Analyse von Blut- und Urinproben findet in unabhängigen, von der WADA akkreditierten Labors statt, hauptsächlich im Laboratoire suisse d’analyse du dopage (LAD) in Epalinges. Mit dem Inkrafttreten des revidierten Sportförderungsgesetzes im Verlaufe des Jahres 2012 können zudem Informationen des Zolls oder kantonaler Strafverfolgungsbehörden zu allfälligen Dopingverstössen vermehrt in die Ermittlungsarbeit miteinbezogen werden.

## Swiss Sport Integrity
Am 1. Januar 2022 wurde die Stiftung Antidoping Schweiz in die Stiftung Swiss Sport Integrity umgewandelt, die nebst Dopingverstössen neu auch Ethikverstösse behandelt. Damit erhielt der Schweizer Sport eine unabhängige Anlaufstelle, um Ethikverstösse und Missstände schnellstmöglich aufzudecken und zu beseitigen.